# Rik Van Steenbergen
Constant Hendrik Van Steenbergen, detto Rik (Arendonk, 9 settembre 1924 – Anversa, 15 maggio 2003), è stato un ciclista su strada e pistard belga, professionista dal 1943 al 1966.

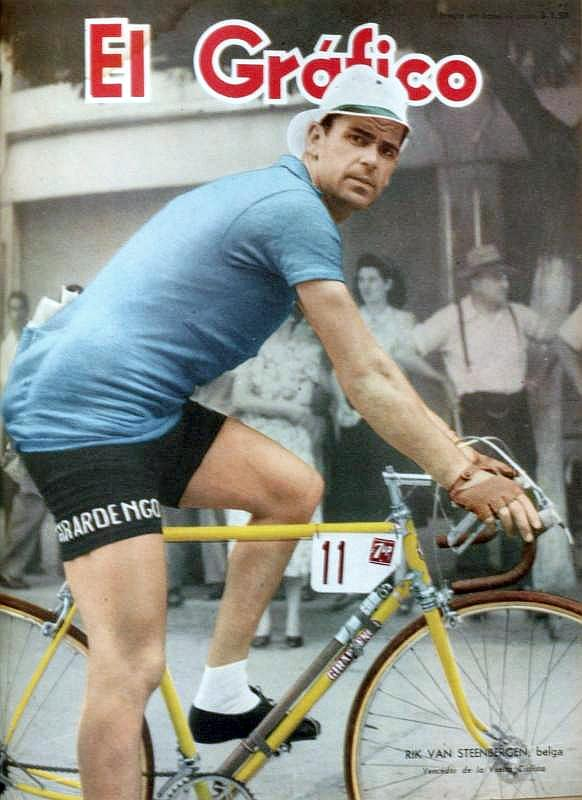
Rik Van Steenbergen

Passista-velocista, vinse tre Campionati del mondo per professionisti, una Milano-Sanremo, due Giri delle Fiandre, due Parigi-Roubaix, quindici tappe al Giro d'Italia, quattro al Tour de France e sei alla Vuelta a España. Ottenne in totale 270 vittorie su strada, compresi i circuiti, che ne fanno il quarto corridore più vincente di sempre, dietro i connazionali Eddy Merckx con 426 successi, Rik Van Looy con 379 e l'italiano Francesco Moser con 273.
Dopo i campionati del mondo di Berna del 1961 si ritirò dall'attività su strada, continuando però quella su pista fino all'età di 42 anni. Nella sua epoca era considerato il più forte velocista di tutti i tempi, ed era inoltre competitivo nei grandi giri, fu secondo al Giro d'Italia e quinto alla Vuelta a España. Validissimo anche su pista, fu in grado di aggiudicarsi ben 47 sei giorni.

## Carriera

### I mondiali e le classiche
Passato professionista nel 1946, vinse tre volte il Campionato del mondo, impresa riuscita solo ad Alfredo Binda, Eddy Merckx, Óscar Freire e Peter Sagan. Si impose per la prima volta nel 1949 a Copenaghen, battendo in volata lo svizzero Ferdi Kübler e l'italiano Fausto Coppi. A Copenaghen vinse nuovamente nel 1956, regolando in volata il connazionale Rik Van Looy e l'olandese Gerrit Schulte. Centrò il tris iridato nel 1957 a Waregem in Belgio, superando ancora in volata i francesi Louison Bobet e André Darrigade. Si aggiudicò anche una medaglia di bronzo nel 1946 a Zurigo, dove vinse per distacco lo svizzero Hans Knecht.
Conquistò cinque classiche monumento. La prima fu il Giro delle Fiandre, dove si impose nel 1944 e nel 1946 e giunse terzo nel 1955. Vinse la Paris-Roubaix nel 1948 e nel 1952, fu terzo nel 1951 e secondo nel 1957. Nel 1954 si impose nella Milano-Sanremo e vi si piazzò secondo nel 1959. Vinse anche la Freccia Vallone nel 1949 e nel 1958 e la Parigi-Bruxelles nel 1950.

### I grandi giri
Riuscì a ben figurare anche nelle corse a tappe. Partecipò al Giro d'Italia per cinque volte, aggiudicandosi quindici tappe. Alla prima partecipazione nel 1951 vinse la prima e la quindicesima tappa, indossò per sette giorni la maglia rosa e si piazzò al secondo posto nella classifica generale, a 1'46" da Fiorenzo Magni. Nel 1952 vinse ancora tre tappe, una nel 1953 e quattro nel 1954, aggiudicandosi anche la classifica dei traguardi volanti.
Tornò al Giro nel 1957 e vinse la prima tappa indossando la maglia rosa, che perse il giorno successivo, e poi altre quattro, bissando il successo nella classifica dei traguardi volanti.
Prese parte tre volte al Tour de France
. Nel 1949 vinse la dodicesima e la ventunesima tappa con arrivo agli Champs-Élysées di Parigi. Nel 1952 vinse la prima tappa, indossando per due giorni la maglia gialla, e si ritirò alla sesta. Vinse una tappa anche nel 1955.
Nella sua unica partecipazione alla Vuelta a España nel 1957 vinse sei tappe e la classifica a punti.

### Il Memorial
Nel mese di settembre si corre in Belgio il Memorial Rik Van Steenbergen, corsa in linea che annovera tra i suoi vincitori velocisti come Mario Cipollini, Tom Steels e Tom Boonen.

## Palmarès

### Strada
- 1942 (dilettanti)

Campionati belgi, Prova in linea dilettanti
- 1943 (Alcyon-Dunlop, tre vittorie)

Campionati belgi, Prova in linea
Kampioenschap van Vlaanderen
Liège-Coronmeuse
- 1944 (A. Trialoux-Wolber, tre vittorie)

Giro delle Fiandre
Omloop der Vlaamse Gewesten
Liège-Coronmeuse
- 1945 (Mercier, tre vittorie)

Campionati belgi, Prova in linea
2ª tappa Dwars door België (Waregem > St.Truiden)
Classifica generale Dwars door België
- 1946 (Mercier, due vittorie)

Giro delle Fiandre
Tour des Quatre Cantons
- 1947 (Mercier, due vittorie)

4ª tappa Tour de Luxembourg (Dudelange > Mondorf)
Grote Prijs Stad Soignies
- 1948 (Mercier, due vittorie)

Parigi-Roubaix
Omloop der drie Proviniciën
- 1949 (Mercier, cinque vittorie)

Ronde van Limburg
Freccia Vallone
12ª tappa Tour de France (Luchon > Tolosa)
21ª tappa Tour de France (Nancy > Parigi)
Campionati del mondo, Prova in linea (Copenaghen)
- 1950 (Mercier, due vittorie)

Parigi-Bruxelles
Gran Prix d'Europe-Lyon
- 1951 (Mercier, nove vittorie)

Gran Prix Redon
Gran Prix d'Europe-Lyon
1ª tappa Giro d'Italia (Milano > Torino)
15ª tappa Giro d'Italia (Brescia > Venezia)
2ª tappa Tour de l'Ouest
4ª tappa Tour de l'Ouest
7ª tappa Tour de l'Ouest
Classifica generale Tour de l'Ouest
Haspengouwse Pijl
- 1952 (Mercier, undici vittorie)

3ª tappa Roma-Napoli-Roma (Salerno > Napoli)
Parigi-Roubaix
6ª tappa Giro d'Italia (Roma > Napoli)
9ª tappa Giro d'Italia (Ancona > Riccione)
10ª tappa Giro d'Italia (Riccione > Venezia)
1ª tappa Tour de France (Brest > Rennes)
1ª tappa Vuelta a la Argentina
8ª tappa Vuelta a la Argentina
12ª tappa Vuelta a la Argentina
13ª tappa Vuelta a la Argentina
Classifica generale Vuelta a la Argentina
- 1953 (Mercier, due vittorie)

Grand Prix de Pleurtuit
9ª tappa Giro d'Italia (Follonica > Pisa)
- 1954 (Mercier, sei vittorie)

Milano-Sanremo
5ª tappa Giro d'Italia (Bari > Napoli)
16ª tappa Giro d'Italia (Riva del Garda > Abano Terme)
17ª tappa Giro d'Italia (Abano Terme > Padova)
22ª tappa Giro d'Italia (Sankt Moritz > Milano)
Campionati belgi, Prova in linea
- 1955 (Girardengo, due vittorie)

Circuit du Limbourg
16ª tappa Tour de France (Ax-les-Thermes > Tolosa)
- 1956 (Girardengo, nove vittorie)

1ª tappa Vuelta a España (Bilbao > Santander)
7ª tappa Vuelta a España (Alicante > Valencia)
8ª tappa Vuelta a España (Valencia > Tarragona)
11ª tappa Vuelta a España (Tàrrega > Saragozza)
14ª tappa Vuelta a España (Pamplona > San Sebastián)
17ª tappa Vuelta a España (Vitoria > Bilbao)
Omloop van Limburg
8ª tappa Tour de l'Ouest
Campionati del mondo, Prova in linea (Copenaghen)
- 1957 (Peugeot, nove vittorie)

1ª tappa Gran Premio Ciclomotoristico (Caserta > Caserta)
5ª tappa Gran Premio Ciclomotoristico (Chieti > Pescara)
1ª tappa Giro d'Italia (Milano > Verona)
11ª tappa Giro d'Italia (Siena > Montecatini Terme)
17ª tappa, 2ª semitappa Giro d'Italia (Como > Como)
20ª tappa Giro d'Italia (Levico Terme > Abano Terme)
21ª tappa Giro d'Italia (Abano Terme > Milano)
2ª tappa, 2ª semitappa Driedaagse van Antwerpen
Campionati del mondo, Prova in linea (Waregem)
- 1958 (Peugeot, quattro vittorie)

1ª tappa Grand Prix des Cigarettes Bali (Francoforte sul Meno > Pforzheim)
Classifica generale Grand Prix des Cigarettes Bali
Freccia Vallone
4ª tappa Ronde van Nederland (Nimega > Heerlen)
- 1959 (Peugeot, una vittoria)

3ª tappa Tour de l'Ouest

#### Altri successi
- 1943 (Alcyon-Dunlop)

Erpe (Kermesse)
Eke (Kermesse)
Waregem (Kermesse)
Mol (Criterium)
Bruxelles (Criterium)
Oedelem (Kermesse)
Lebbeke (Kermesse)
Campionati belgi, Prova interclubs
- 1945 (Mercier)

Mol (Kermesse)
Retie (Kermesse)
Bruxelles-Ingooigem (Kermesse)
Heusden-Zolder (Kermesse)
Nieuwerkerken Limburg
- 1946 (Mercier)

Bruxelles (Kermesse)
Westerloo (Kermesse)
Retie (Kermesse)
- 1947 (Mercier)

Bruxelles (Criterium)
Zwijndrecht (Kermesse)
Tessenderlo (Kermesse)
Grote Prijs Stad Antwerpen (Kermesse)
- 1948 (Mercier)

Overpelt (Kermesse)
Charleroi (Criterium)
Critérium des As (Derny)
- 1949 (Mercier)

Bruxelles (Criterium)
Houthalen (Kermesse)
Barvaux-sur-Ourthe (Kermesse)
Mechelen (Kermesse)
- 1950 (Mercier)

Den Bosch (Kermesse)
Saint-Amand-les-Eaux (Criterium)
Acht van Brasschaat (Criterium)
Mortsel (Kermesse)
Stad Kortrijk (Kermesse)
Echo d'Oran (Criterium)
Ronse (Criterium)
- 1951 (Mercier)

Saint-Méen le Grand (Criterium)
- 1952 (Mercier)

Circuit de l'Aulne (Criterium)
Amiens (Criterium)
Critérium des As (Derny)
Grand Prix de la Soierie-Charlieu (Criterium)
Roue d'Or Daumesnil (Derny)
- 1953 (Mercier)

Lokeren (Criterium)
Circuit du Trégor-Plougasnou (Criterium)
Roue d'Or Daumesnil (Derny)
- 1954 (Mercier)

Bruxelles (Criterium)
Classifica traguardi volanti Giro d'Italia
Roue d'Or Daumesnil (Derny)
Virton (Criterium)
Arendonk (Kermesse)
- 1955 (Girardengo)

Auch (Kermesse)
Peer (Kermesse)
Woluwé - St Lambert (Kermesse)
Grote Prijs Antwerpen (Kermesse)
Barvaux-sur-Ourthe (Kermesse)
Bruxelles (Kermesse)
Turnhout-Est (Kermesse)
Sint Michiels - Brugge (Criterium)
Critérium des As - Paris-Longchamps (Derny)
Ede (Criterium)
Vayrac (Criterium)
1ª tappa, 2ª semitappa Driedaagse van Antwerpen (Cronosquadre)
- 1956 (Girardengo)

Zingem (Criterium)
Lokeren (Criterium)
Acht van Chaam (Criterium)
Classifica a punti Vuelta a España
Hanret (Criterium)
Woluwé - St Lambert (Criterium)
Virton (Criterium)
- 1957 (Peugeot)

Ruisbroek (Kermesse)
Antwerpen (Kermesse)
Vayrac (Criterium)
Classifica traguardi volanti Giro d'Italia
Hanret (Criterium)
Londerzeel (Criterium)
Wavre (Criterium)
Willebroek (Kermesse)
Critérium des As (Derny)
- 1958 (Peugeot)

Acht van Chaam (Criterium)
Aalst (Criterium)
Hanret (Criterium)
St Pierre-le-Moutier (Criterium)
Woluwé - St Lambert (Criterium)
Sallanches (Criterium)
Knokke-le-Zoute (Criterium)
Critérium des As (Derny)
Aarschot (Criterium)
- 1960 (Peugeot)

Acht van Chaam (Criterium)
- 1961 (Solo)

Grote Prijs Stadt-Sint-Niklaas (Kermesse)
Circuit des 11 villes (Criterium)

### Pista
- 1942

Campionato belga, Velocità dilettanti
- 1944

Campionato belga, Inseguimento
Campionato belga, Omnium
- 1946

Prix Houlier-Comès, Americana
- 1948

Sei giorni di Bruxelles (con Marcel Kint)
- 1949

Sei giorni di Bruxelles (con Marcel Kint)
- 1950

Sei giorni di Anversa (con Achiel Bruneel)
- 1951

Sei giorni di Bruxelles (con Stan Ockers)
- 1952

Sei giorni di Parigi (con Achiel Bruneel)
- 1953

Prix Houlier-Comès, Americana
- 1954

Sei giorni di Gand (con Stan Ockers)
- 1955

Campionato belga, Americana
Campionato belga, Omnium
Sei giorni di Anversa (con Stan Ockers)
Sei giorni di Bruxelles (con Emile Severeyns)
Sei giorni di Gand #2 (con Emile Severeyns)
- 1956

Sei giorni di Bruxelles (con Emile Severeyns)
Sei giorni di Dortmund (con Emile Severeyns)
- 1957

Sei giorni di Berlino (con Emile Severeyns)
Sei giorni di Gand (con Fred De Bruyne)
- 1958

Campionato europeo, Americana (con Emile Severeyns)
Sei giorni di Anversa (con Reginald Arnold e Emile Severeyns)
Sei giorni di Bruxelles (con Emile Severeyns)
Sei giorni di Copenaghen (con Emile Severeyns)
Sei giorni di Francoforte (con Emile Severeyns)
Prix Houlier-Comès, Madison
- 1959

Campionati europei, Americana (con Emile Severeyns)
Campionati europei, Omnium
Sei giorni di Dortmund (con Klaus Bugdahl)
Sei giorni di Gand (con Fred De Bruyne)
Sei giorni di Zurigo (con Emile Severeyns)
- 1960

Campionati europei, Americana (con Emile Severeyns)
Sei giorni di Aarhus (con Emile Severeyns)
Sei giorni di Bruxelles (con Emile Severeyns)
Sei giorni di Copenaghen (con Emile Severeyns)
- 1961

Campionati europeo, Americana (con Emile Severeyns)
Campionato belga, Americana (con Emile Severeyns)
Campionato belga, Omnium
Campionato belga, Derny
Sei giorni di Berlino #1 (con Klaus Bugdahl)
Sei giorni di Dortmund (con Emile Severeyns)
Sei giorni di Zurigo (con Emile Severeyns)
- 1962

Campionato belga, Derny
Sei giorni di Milano (con Emile Severeyns)
Sei giorni di Bruxelles (con Palle Lykke Jensen)
Sei giorni di Colonia (con Emile Severeyns)
- 1963

Campionato europeo, Americana (con Palle Lykke Jensen)
Campionato belga, Omnium
Campionato belga, Derny
Sei giorni di Anversa (con Léo Proost e Palle Lykke Jensen)
Sei giorni di Francoforte (con Palle Lykke Jensen)
Sei giorni di Madrid (con Joseph de Bakker)
- 1964

Campionato belga, Derny
Sei giorni di Madrid (con Federico Bahamontes)
Sei giorni di Milano (con Leandro Faggin)
- 1965

Sei giorni di Brema (con Palle Lykke Jensen)
Sei giorni di Madrid (con Romain Deloof)
Sei giorni di Milano (con Gianni Motta)
Sei giorni di Toronto (con Emile Severeyns)
Sei giorni di Essen (con Peter Post)
Sei giorni di Québec (con Emile Severeyns)

## Piazzamenti

### Grandi Giri
- Giro d'Italia

1951: 2º
1952: 38º
1953: 44º
1954: 31º
1957: 33º
- Tour de France

1949: 29º
1952: ritirato (6ª tappa)
1955: 55º
- Vuelta a España

1956: 5º

### Classiche monumento
- Milano-Sanremo

1950: 7º
1951: 27º
1952: 37º
1953: 11º
1954: vincitore
1955: 6º
1956: 31º
1957: 8º
1959: 2º
- Giro delle Fiandre

1944: vincitore
1946: vincitore
1951: 6º
1955: 3º
1956: 4º
1957: 18º
1960: 31º
1961: ritirato
- Parigi-Roubaix

1948: vincitore
1950: 16º
1951: 3º
1952: vincitore
1955: 11º
1956: 4º
1957: 2º
1958: 4º
1959: 36º

### Competizioni mondiali
- Campionati del mondo

Zurigo 1946 - In linea: 3º
Reims 1947 - In linea: ritirato
Copenaghen 1949 - In linea: vincitore
Moorslede 1950 - In linea: ritirato
Varese 1951 - In linea: 18º
Lussemburgo 1952 - In linea: 9º
Copenaghen 1956 - In linea: vincitore
Waregem 1957 - In linea: vincitore
Reims 1958 - In linea: ritirato
Zandvoort 1959 - In linea: 28º
Berna 1961 - In linea: ritirato

### Competizioni europee
- Campionati europei di ciclismo su pista-Omnium maschile

Campionati europei di ciclismo su pista 1959 Omnium Endurance: 1º

## Riconoscimenti
- Nastro giallo nel 1948